# Neotyphodium
Neotyphodium ist eine Pilzgattung aus der Familie der Mutterkornpilzverwandten (Clavicipitaceae). Sie sind Symbionten, die endophytisch in verschiedenen Süßgräsern aus der Unterfamilie Pooideae leben und zum Fraßschutz der Wirtspflanze beitragen. Neotyphodium-Arten vermehren sich ausschließlich asexuell. Die Gattung Neotyphodium leitet sich entwicklungsgeschichtlich von der Gattung Epichloë ab, zu der mit Ausnahme des fehlenden sexuellen Zyklus sehr große Ähnlichkeiten bestehen.

## Merkmale

Ergovalin, ein von Neotyphodium spp. produziertes Alkaloid

Die Vertreter der Gattung Neotyphodium sind endophytische Pilze, die in den Interzellularräumen der Blätter und Stängel der Wirtspflanzen leben und bilden mit diesem eine konstitutiv-symbiotische Lebensgemeinschaft. Sporen und Teile des Mycels kommen auch in den Samen der Wirtspflanzen vor, sodass der Pilz von der Elternpflanze an die nächste Generation weitergegeben wird.
Die Symbiose besteht zum einen in der Versorgung des Pilzes mit Nährstoffen durch die Wirtspflanze. Der Pilz schützt im Gegenzug die Wirtspflanze mit der Produktion von Alkaloiden vor Fraßfeinden, wie Insekten, pflanzenfressenden Wirbeltieren und Wurzelgallennematoden. Darüber hinaus verbessert der Pilz die Widerstandskraft der Wirtspflanze gegen Trockenheit und kontrolliert deren Wurzelwachstum.
Zu den von den Vertretern der Gattung Neotyphodium produzierten Alkaloiden gehören Mutterkornalkaloide, insbesondere Ergovalin und zahlreiche Clavine, Lolinalkaloide, Lolitreme und das Guanidiniumalkaloid Peramin. Während Lolinalkaloide und Peramin für die insektizidische Wirkung verantwortlich sind, besitzen die neurotoxischen Lolitreme eine Wirkung auf Wirbeltiere. Von dieser Wirkung betroffen ist insbesondere Weidevieh, welches mit Neotyphodium infiziertes Gras konsumiert. Eine ebenfalls vorwiegend auf Wirbeltiere toxische Wirkung besitzen die von Neotyphodium-Arten produzierten Mutterkornalkaloide. Zu den durch Mutterkornalkaloide hervorgerufenen Symptomen bei Weidevieh werden Gewichtsverlust, Durchblutungsstörungen sowie Störungen der Fortpflanzungsfähigkeit und Laktation gezählt.

## Systematik
Die anamorphe Gattung Neotyphodium steht mit der teleomorphen Gattung Epichloë in einem sehr engen Zusammenhang. Abgesehen vom Fehlen oder Vorhandensein des sexuellen Zyklus ähneln sich die Vertreter beider Gattungen in ihren Merkmalen. Neotyphodium-Arten stammen entwicklungsgeschichtlich von Vertretern der Gattung Epichloë ab. Sie leiten sich von einzelnen Vertretern der Gattung Epichloë oder von Hybriden aus mindestens zwei Epichloë-Arten ab.